# Волокидин, Павел Гаврилович
Павел Гаврилович Волокидин (10 (22) декабря 1877 — 16 марта 1936, Киев) — советский украинский живописец, график, профессор (1922).

## Биография
Родился 10 (22) декабря 1877 года в селе Архарово Орловской губернии в семье волостного писаря.
В 1898—1905 годах учился в Одесской рисовальной школе у К. К. Костанди и Г. А. Ладыженского, затем — в Высшем художественном училище при Императорской Академии художеств (1905—1906) у В. Е. Савинского и Я. Ф. Ционглинского.
С 1907 года жил в Одессе; входил в Товарищество южнорусских художников.
В 1922—1934 годах был профессором Одесского художественного института, в последние годы жизни (1934—1936) — профессором Киевского художественного института. Был членом Общества им. Костанди (1922–1929).
Умер в Киеве 16 марта 1936 года. Был похоронен в Одессе на 2-м Христианском кладбище.

## Творчество
Ранними работами Павла Волокидина были пейзажи. В них доминировала типичная для одесского художника тематика, связанная с морем и с жизнью портового города («Пристань в Херсоне»); художник был покорён многоликостью природы: зеркальной морской гладью, маленькими баржами, насыщенностью цветов морской воды. В его этюдах заметна особенность творческого почерка художника — сдержанность тональных и цветовых соотношений. В последующие годы его будет занимать работа над натюрмортами, которые в последующие годы займут значительное место в его творчестве. В них он стремился к выявлению формы, объёма, цвета и материальности изображаемых предметов. Особенно любил писать цветы: «Астры» (1920), «Цветы в синей вазе» (1934).. Его натюрморты отличаются тонкостью колористических решений. Писал портреты: «Женщина под вуалью» (1911), «Курсистка» (1918), Автопортрет (1921, Киевский музей украинского искусства, «Женский портрет» (1924), певицы З. М. Гайдай (1934–1935, Харьковский художественный музей).
Часто путешествуя по Украине, Волокидин изобразил один из её старинных городов — Каменец-Подольский. Этюд, созданный в 1930 году в этом городе, изображает его древнюю архитектуру и полон эпического звучания.